# Trofeo Tendicollo Universal 1960
Il Trofeo Tendicollo Universal 1960, terza edizione della corsa, si svolse il 16 giugno 1960 su un percorso di 86,6 km disputati a cronometro. La vittoria fu appannaggio del francese Jacques Anquetil, che completò il percorso in 1h52'54", precedendo gli italiani Ercole Baldini e Diego Ronchini. 
Sul traguardo di Villagrappa 10 ciclisti, su 11 partiti dalla medesima località, portarono a termine la competizione. L'unico corridore che non concluse la prova fu l'italiano Guido Boni. 

## Ordine d'arrivo (Top 10)
| Pos. | Corridore         | Squadra                 | Tempo    |
| ---- | ----------------- | ----------------------- | -------- |
| 1    | Jacques Anquetil  | Helyett-Leroux          | 1h52'54" |
| 2    | Ercole Baldini    | Ignis                   | a 14"    |
| 3    | Diego Ronchini    | Bianchi                 | a 3'01"  |
| 4    | Gastone Nencini   | Carpano                 | a 4'13"  |
| 5    | Arnaldo Pambianco | Legnano                 | a 4'15"  |
| 6    | Roger Rivière     | Saint-Raphaël-Géminiani | a 5'01"  |
| 7    | Ernesto Bono      | San Pellegrino Sport    | a 5'57"  |
| 8    | Romeo Venturelli  | San Pellegrino Sport    | a 6'21"  |
| 9    | Aurelio Cestari   | Ignis                   | a 9'53"  |
| 10   | Rudi Altig        | Rapha-Gitane-Dunlop     | a 12'21" |